# Teleskop MAGIC
Teleskop MAGIC (engl. Major Atmospheric Gamma Imaging Cherenkov) najveći je Čerenkovljev teleskop, promjera 17 m, i trenutno jedan od znanstveno najproduktivnijih mjernih instrumenata iz područja astročestične fizike. Smješten je na vrhu kanarskog otoka La Palma, na visini 2200 m, unutar opservatorija Roque de los Muchachos. Teleskop je dovršen krajem 2003. godine i opaža punim kapacitetom od 2004. Njegov reflektor ima površinu od 247 kvadratnih metara, a nosi ga konstrukcija od ugljikovih vlakana. Stoga je teleskop, iako velikih dimenzija, dovoljno lagan da se za najviše 40 sekundi može usmjeriti u bilo koju točku nebeskog svoda. Brzo pozicioniranje je od iznimne važnosti za proučavanje iznenadnih provala ili svemirskih bljeskova gama zraka, procesa koje ne razumijemo u potpunosti, a pri kojima se u vrlo kratkom vremenu oslobodi više energije nego što Sunce izrači u 10 milijardi godina.
Kad gama zraka uđe u Zemljinu atmosferu, Čerenkovljevim procesom nastaje slabi, plavičasti, kratkotrajni bljesak svjetlosti, u trajanju od nekoliko milijarditinki sekunde, koje reflektor površine 247 metara kvadratnih, fokusira na kameru od nekoliko stotina piksela. Kamera snimi sliku Čerenkovljevog bljeska iz koje se složenim računalnim metodama određuje energija i smjer detektirane gama zrake koja dolazi iz svemirskih objekata u kojima se odvijaju visokoenergijski procesi. Izvori su im, npr. ostaci supernova, pulsari ili aktivne galaktičke jezgre u čijim se središtima nalaze crne rupe mase milijune puta veće od mase Sunca.

## MAGIC II
Završen je i drugi teleskop, MAGIC II, koji je proradio početkom 2009. Oba teleskopa rade samostalno ili u paru. Kolaboracija MAGIC broji oko 150 članova, iz čak 17 institucija. Članica kolaboracije MAGIC je i hrvatska grupa (Croatian MAGIC Consortium) od šest fizičara s Instituta Ruđer Bošković, Sveučilišta u Splitu i Sveučilišta u Rijeci. Za razliku od optičkih teleskopa, Čerenkovljev teleskop nema cjeloviti reflektor nego segmentirani, sastavljen od mnoštva manjih zrcala, kako bi se relativno jeftino dobila što veća sabirna površina.
Teleskop MAGIC ima ukupnu površinu reflektora od 236 m2. Nadalje, kamera Čerenkovljevog teleskopa ne sastoji se od uređaja CCD (engl. Charge−Coupled Device), kao kod većine optičkih teleskopa, nego od fotomultiplikatora. To su, zasad, jedini prikladni fotosenzori za bilježenje vrlo kratkotrajnih bljeskova Čerenkovljeve svjetlosti. Kamera teleskopa MAGIC II sadrži po prvi put u povijesti Čerenkovljevih teleskopa, napredne fotosenzore tipa HPD (engl. Hybrid Photo-Detector). U razvoju fotosenzora HPD važnu su ulogu odigrali i hrvatski fizičari, posebice prof. dr. Daniel Ferenc sa Sveučilišta u Kaliforniji.
Atmosferski pljusak čestica uvijek vidimo pod nekim kutem, a kad ga gledamo pomoću dva teleskopa, koji su udaljeni jedan od drugog, možemo iz mjerenja izvući puno više informacija o upadnom zračenju.

## Ciljevi i rezultati teleskopa MAGIC
Popis ciljeva teleskopa MAGIC iznimno je opsežan. U prvom redu tu su izvangalaktički objekti i pojave: aktivne galaktičke jezge i svemirski bljeskovi gama zračenja (eng. gamma ray bursts - GRB), zatim galaktički objekti: pulsari, dvojni sustavi kompaktnih kozmičkih objekata, te ostaci supernova. Vezano uz kozmologiju, među ciljevima su primjerice izvangalaktička pozadinska svjetlost te, danas jako aktualna, tamna tvar. Popis dosad ostvarenih rezultata je velik. Među važnijim otkrićima, koja su nedavno objavljena u uglednom časopisu Science, mogu se spomenuti: otkriće visokoenergijskih gama zraka iz udaljenog kvazara 3C279,  te otkriće pulsnog gama zračenja iz pulsara Maglice Rakovica.

## Astročestična fizika
Astročestična je fizika novo, interdisciplinarno, znanstvenoistraživačko područje koje uključuje fiziku čestica, astronomiju i astrofiziku, te kozmologiju (dijelom također nuklearnu fiziku i gravitaciju). Ona istražuje, između ostalog, daleke i egzotične objekte poput pulsara i supermasivnih crnih rupa. U blizini takvih objekata postoje polja (električno, magnetsko i gravitacijsko) ekstremne jakosti koja uzrokuju ubrzavanje čestica do vrlo visokih energija te emisiju različitih valova (elektromagnetskih i gravitacijskih). Čestice i valove, koji dođu do Zemlje i ondje budu opaženi, nazivamo prenositeljima (engl. messenger). Istovremeno opažanje različitih prenositelja koji dolaze iz istog kozmičkog objekta, što je danas u astronomiji trend, nazivamo kombiniranim pristupom (engl. multimessenger approach).

## Gama astronomija
Jedna od najuspješnijih grana astročestične fizike danas je gama astronomija. Ona istražuje kozmičke gama zrake, odnosno elektromagnetsko zračenje najviših energija koje dolazi iz Svemira. Niže energijsko područje kozmičkih gama zraka (do par desetaka GeV) dostupno je, neposredno, samo detektorima na satelitima. Trenutno je u orbiti nekoliko satelita koji opažaju kozmičke gama zrake, no najveći i najperspektivniji među njima je nedavno lansirani Fermi (bivši GLAST). Više energijsko područje kozmičkih gama zraka (od par desetaka GeV do par desetaka TeV) dostupno je, posredno, detektorima na Zemlji. Visokoenergijske gama zrake (kao i viskoenergijske nabijene čestice, takozvane kozmičke zrake) izazivaju u atmosferi velike pljuskove sekundarnih čestica. Nabijene sekundarne čestice u pljusku, čija je brzina veća od brzine svjetlosti u zraku, emitiraju posebnu vrstu svjetlosti − Čerenkovljevo zračenje. Čerenkovljevo zračenje iz pljuska sekundarnih čestica u atmosferi moguće je opaziti posebnom vrstom teleskopa − Čerenkovljevim teleskopom. Danas postoji nekoliko sustava Čerenkovljevih teleskopa, H.E.S.S. u Namibiji, MAGIC na Kanarima, VERITAS u Arizoni te CANGAROO III u Australiji. Čerenkovljevi teleskopi su iznimno uspješni znanstveni instrumenti koji gotovo svakodnevno donose nova otkrića. Vodeću ulogu u zemaljskoj gama astronomiji danas drže dva europska sustava teleskopa, MAGIC i H.E.S.S. Kolaboracije MAGIC i H.E.S.S. također zajednički rade na budućem velikom sustavu, od par desetaka, do možda i stotinu Čerenkovljevih teleskopa CTA (engl. Cherenkov Telescope Array) koji bi trebao proraditi u skoroj budućnosti.